# Petra Bierwirth
Petra Bierwirth (* 13. November 1960 in Dresden) ist eine deutsche Politikerin (SPD). Sie war von 1994 bis 1998 Abgeordnete im Landtag Brandenburg und von 1998 bis 2009 Mitglied des Deutschen Bundestages.

## Leben und Beruf
Nach dem Besuch der Polytechnischen Oberschule begann Petra Bierwirth 1977 eine Lehre zur Facharbeiterin für Betriebs-, Mess-, Steuer- und Regelungstechnik, die sie 1980 beendete. Nach einem anschließenden Abendstudium erwarb sie 1981 das Abitur. Danach absolvierte sie ein Studium der technischen Kybernetik an der Universität Leipzig, welches sie 1986 als Diplom-Ingenieur für technische Kybernetik und Automatisierungsanlagen beendete. Danach war sie bis 1994 Mitarbeiterin bei der Wasserversorgung und Abwasserbehandlung Berlin (seit 1991 Berliner Wasserbetriebe). Hier gehörte sie von 1990 bis 1994 auch dem Personalrat an. Von 1995 bis 1997 absolvierte sie ein Zusatzstudium „Umweltwissenschaften und Umweltschutz“ an der Humboldt-Universität Berlin. vom 1. November 2009 bis 30. März 2013 war sie Geschäftsführerin der Kindernachsorgeklinik Berlin-Brandenburg gGmbH in Bernau bei Berlin, Ortsteil Waldsiedlung.
Petra Bierwirth ist verheiratet und hat zwei Söhne.

## Partei
Seit 1990 ist Petra Bierwirth Mitglied der SPD. Von 1998 bis 2010 war sie Vorsitzende des SPD-Unterbezirks Barnim. Am 23. Oktober 2010 wurde sie von Daniel Kurth abgelöst.

## Abgeordnete
Von 1990 bis 1994 gehörte sie der Gemeindevertretung ihres damaligen Wohnortes Schönerlinde und gleichzeitig auch dem Kreistag des Kreises Bernau bzw. von 1994 bis 1996 des Kreises Barnim an.
Von 1994 bis 1998 war Petra Bierwirth Mitglied des Landtages von Brandenburg. Hier war sie ab 1996 umweltpolitische Sprecherin der SPD-Landtagsfraktion.
Von 1998 bis 2009 war sie Mitglied des Deutschen Bundestages. Von 1999 bis 2005 war sie stellvertretende umweltpolitische Sprecherin der SPD-Bundestagsfraktion. In der 16. Legislaturperiode (2005–2009) war sie Vorsitzende des Ausschusses für Umwelt, Naturschutz und Reaktorsicherheit.
Petra Bierwirth ist 1998 als direkt gewählte Abgeordnete des Wahlkreises Eberswalde – Bernau – Bad Freienwalde bzw. seit 2002 des Wahlkreises Märkisch-Oderland - Barnim II in den Bundestag eingezogen. Bei der Bundestagswahl 2005 erreichte sie hier 35,4 % der Erststimmen.